# Damburneya bicolor
Damburneya bicolor là một loài thực vật thuộc họ Lauraceae. Đây là loài đặc hữu của Panama. Chúng hiện đang bị đe dọa vì mất môi trường sống.